# 芳士
芳士（ほうじ）は、宮崎県宮崎市の大字。旧住吉村（1957年宮崎市に編入）に属し、元村（もとむら）は同地区の旧称。郵便番号は880-0123。
市町村内の行政区画である字（あざ）の一種「大字」（おおあざ）は住所表記として近年省略される傾向にあり、「宮崎市芳士」のように使われる場合が多い。

## 地理
宮崎市の北部に位置する。北方を大字新名爪、東北方を大字島之内、東方を大字塩路、南東方を阿波岐原町・村角町、南方を花ケ島町・南方町と接する。

## 世帯数と人口
2022年（令和4年）2月1日現在の世帯数と人口は以下の通りである。
| 町丁     | 世帯数    | 人口    |
| -------- | --------- | ------- |
| 大字芳士 | 2,609世帯 | 5,282人 |

## 小・中学校の学区
市立小・中学校に通う場合、学区は以下の通りとなる。
| 番地 | 小学校               | 中学校             |
| ---- | -------------------- | ------------------ |
| 一部 | 宮崎市立住吉小学校   | 宮崎市立住吉中学校 |
| 一部 | 宮崎市立住吉南小学校 | 宮崎市立住吉中学校 |

## 交通

### 鉄道
町域内に鉄道駅は設置されていない。最寄駅はJR九州蓮ヶ池駅である。

### 道路
- 国道10号

## 施設
- 蓮ヶ池史跡公園
- 宮崎市立住吉南小学校
- 宮崎北警察署 蓮ヶ池交番
- 宮崎芳士郵便局
- 青水自治公民館
- 宮崎市消防局 北消防署住吉救急出張所
- 井上病院
- JA宮崎中央 宮崎統括支店 営農センター